# سفارة سويسرا في الولايات المتحدة
سفارة سويسرا في الولايات المتحدة هي أرفع تمثيل دبلوماسي لدولة سويسرا لدى الولايات المتحدة. تقع السفارة في شمال غربي واشنطن العاصمة وهي تهدف لتعزيز المصالح السويسرية في الولايات المتحدة.

## وصلات خارجية
- الموقع الرسمي
- قائمة سفارات سويسرا
- قائمة السفارات في الولايات المتحدة